# Morning (Wet Wet Wet)
Morning is een nummer van de Schotse band Wet Wet Wet uit 1996. Het is de zesde en laatste single van hun vierde studioalbum Picture This.
"Morning" behaalde in het Verenigd Koninkrijk en Nederland de hitlijsten. In het Verenigd Koninkrijk werd het een bescheiden hitje met een 16e positie, terwijl het nummer het in Nederland met een 8e positie in de Tipparade moest stellen.